# Bittersweet Samba
Bittersweet Samba is een nummer van Herb Alpert & The Tijuana Brass. Het is afkomstig van hun album Whipped Cream & Other Delights, een album vol covers. Het nummer is geschreven door Sol Lake, een collegacomponist van Herb Alpert. Sol Lake is echter geen Zuid-Amerikaan, zoals naam en titel van het nummer doen vermoeden, maar een pseudoniem voor componist Solomon Lachoff (1911-1991) uit Chicago.
Herb Alpert heeft acht hits gehad in Nederland, maar alleen This Guy's in Love with You haalde als single regelmatig de Radio 2 Top 2000. Bittersweet Samba is nooit als single uitgegeven en haalde dus nooit een hitparade, maar stond wel een keer in die Top 2000. Geen enkel ander nummer van het album haalde trouwens de hitparades in Nederland.
In Japan lag de situatie anders. In 1967 werd het gebruikt als tune van een radioprogramma (All Night Nippon) en vergaarde langs die weg een enorme bekendheid in dat land.
Opmerkelijk is dat er een scopitonefilmpje bij het nummer is gemaakt, regisseur daarbij was Robert Altman, die in soortgelijke filmpjes een opstapje kreeg naar wat uiteindelijk zou leiden tot MASH. Hoofdrolspeler in dat filmpje is Robert Fortier, even later te zien in Star Trek: The Original Series aflevering By Any Other Name.

## Hitnotering

### NPO Radio 2 Top 2000
Bittersweet Samba stond alleen in 2000 in de NPO Radio 2 Top 2000, op plek 1986.